# Kabinet-Brandenburg
Dit artikel geeft een overzicht van het kabinet onder Friedrich Wilhelm von Brandenburg (8 november 1848 - 6 november 1850) in Pruisen, het zogenaamde "ministerie van de reddende daad".
| Functie              | Persoon                                              | Van               | Tot               |
| -------------------- | ---------------------------------------------------- | ----------------- | ----------------- |
| Minister-president   | Friedrich Wilhelm von Brandenburg                    | 8 november 1848   | 6 november 1850   |
| Buitenlandse Zaken   | Friedrich Wilhelm von Brandenburg                    | 8 november 1848   | 22 februari 1849  |
| Buitenlandse Zaken   | Heinrich Friedrich von Arnim-Heinrichsdorff-Werbelow | 22 februari 1849  | 30 april 1849     |
| Buitenlandse Zaken   | Friedrich Wilhelm von Brandenburg (a.i.)             | 30 april 1849     | 21 juli 1849      |
| Buitenlandse Zaken   | Alexander von Schleinitz                             | 21 juli 1849      | 26 september 1850 |
| Buitenlandse Zaken   | Joseph von Radowitz                                  | 26 september 1850 | 3 november 1850   |
| Buitenlandse Zaken   | Friedrich Wilhelm von Brandenburg                    | 3 november 1850   | 6 november 1850   |
| Financiën            | Rudolf Rabe                                          | 23 februari 1849  | 23 juli 1851      |
| Onderwijs en Cultuur | Adalbert von Ladenberg                               | 3 juli 1848       | 19 december 1850  |
| Handel               | August von der Heydt                                 | 4 december 1848   | 18 mei 1862       |
| Justitie             | Wilhelm von Rintelen                                 | 11 november 1848  | 10 april 1849     |
| Justitie             | Ludwig Simons                                        | 10 april 1849     | 14 december 1860  |
| Binnenlandse Zaken   | Otto Theodor von Manteuffel                          | 8 november 1848   | 19 december 1850  |
| Oorlog               | Karl Adolph von Strotha                              | 8 november 1848   | 27 februari 1850  |
| Oorlog               | August Wilhelm Ernst von Stockhausen                 | 27 februari 1850  | 31 december 1851  |
| Landbouw             | Otto Theodor von Manteuffel (a.i.)                   | 8 november 1848   | 19 december 1850  |

Arnim-Boitzenburg · Camphausen · Auerswald · Pfuel · Brandenburg · Ladenberg · Manteuffel · Hohenzollern-Sigmaringen · Hohenlohe-Ingelfingen · Bismarck I · Roon · Bismarck II · Caprivi · Eulenburg · Hohenlohe-Schillingsfürst · Bülow · Bethmann Hollweg · Michaelis · Hertling · Baden · Hirsch/Ströbel · Hirsch · Braun I · Stegerwald · Braun II · Marx · Braun III